# Mehmet Yılmaz Ak
Mehmet Yılmaz Ak (Diyarbakır, 8 febbraio 1986) è un attore e drammaturgo turco.

## Biografia
Mehmet Yılmaz Ak è il minore di sei fratelli. Dopo aver completato l'istruzione primaria e secondaria, ha iniziato l'istruzione superiore presso il dipartimento di relazioni internazionali dell'Università di Ege, abbandonando successivamente il percorso di studi per iscriversi presso il dipartimento teatrale dell'Università di Kadir Has, dove ha conseguito la laurea. Durante gli anni universitari ha fondato il gruppo teatrale "Tiyatro Non". Ha recitato in vari teatri privati, mentre nel 2008, l'opera teatrale da lui scritta, 5. Basamak, ha ricevuto una menzione d'onore al concorso di scrittura teatrale della Mitos Publications.
Nel 2013 e nel 2014 ha fatto il suo debutto sul piccolo schermo con il ruolo di Temizlikçi nella serie televisiva Ben de Özledim. Nel 2014 ha compiuto il suo esordio al cinema nel film Unutursam Fısılda diretto da Çağan Irmak. Nel 2017 ha ottenuto il ruolo di Yaşar nella serie İçerde, seguito nel 2018 dal ruolo di Ersoy nella serie Çukur e da quello di Latif nella serie Dudullu Postası. Nel 2019 ha ricoperto il ruolo di Çağatay Erkmen nella serie Halka, quello di Tekin nella serie The Protector (Hakan: Muhafız) e quello di Vural nella serie Kurşun.
Nel 2020 ha fatto parte del cast della serie Ya İstiklal Ya Ölüm, nel ruolo di Arman Pandikyan e di quello della serie Ramo, nel ruolo di Mazhar Aslan. Nel 2021 ha vestito i panni di Bayram Karadağ nella serie Fatma. Dal 2021 al 2023 è stato scelto per interpretare il ruolo del procuratore Pars Seçkin nella serie Segreti di famiglia (Yargı). Nel 2024 ha preso parte al cast della serie Bahar, nel ruolo di Timur Yavuzoğlu.

## Filmografia

### Cinema
- Unutursam Fısılda, regia di Çağan Irmak (2014)
- Nekro (Ceset), regia di Pınar Sinan (2016)
- Kırık Kalpler Bankası, regia di Onur Ünlü (2017)
- Anons, regia di Mahmut Fazıl Coşkun (2017)
- Buğday, regia di Semih Kaplanoğlu (2017)
- Peri Ağzı Olmayan Kız, regia di Can Evrenol (2019)
- Bana Karanlığını Anlat, regia di Gizem Kizil (2022)

### Televisione
- Ben de Özledim – serie TV, 5 episodi (Star TV, 2013-2014)
- Yalan Dünya – serie TV, 1 episodio (Kanal D, 2014)
- İçerde – serie TV, 6 episodi (Show TV, 2017)
- Çukur – serie TV, 13 episodi (Show TV, 2018)
- Dudullu Postası – serie TV, 13 episodi (BluTV, 2018)
- Halka – serie TV, 14 episodi (TRT 1, 2019)
- The Protector (Hakan: Muhafız) – serie TV, 5 episodi (Netflix, 2019)
- Kurşun – serie TV, 3 episodi (Fox, 2019)
- Ya İstiklal Ya Ölüm – serie TV, 20 episodi (TRT 1, 2020)
- Ramo – serie TV, 19 episodi (Show TV, 2020)
- Fatma – serie TV, 6 episodi (Netflix, 2021)
- Segreti di famiglia (Yargı) – serie TV, 55 episodi (Kanal D, 2021-2023)
- Bahar – serie TV (Show TV, dal 2024)

## Teatro
- Hamlet Makinesi (2009)
- Hizmetçiler (2010)
- Maymun Davası
- Küheylan
- Bulutların Üzerinde
- Hamlet Renkli Türkçe

## Doppiatori italiani
Nelle versioni in italiano dei suoi film e delle sue serie TV, Mehmet Yılmaz Ak è stato doppiato da:
- Francesco Meoni[21] in The Protector[22]
- Raffaele Proietti[23] in Segreti di famiglia[24]